# Kew Palace

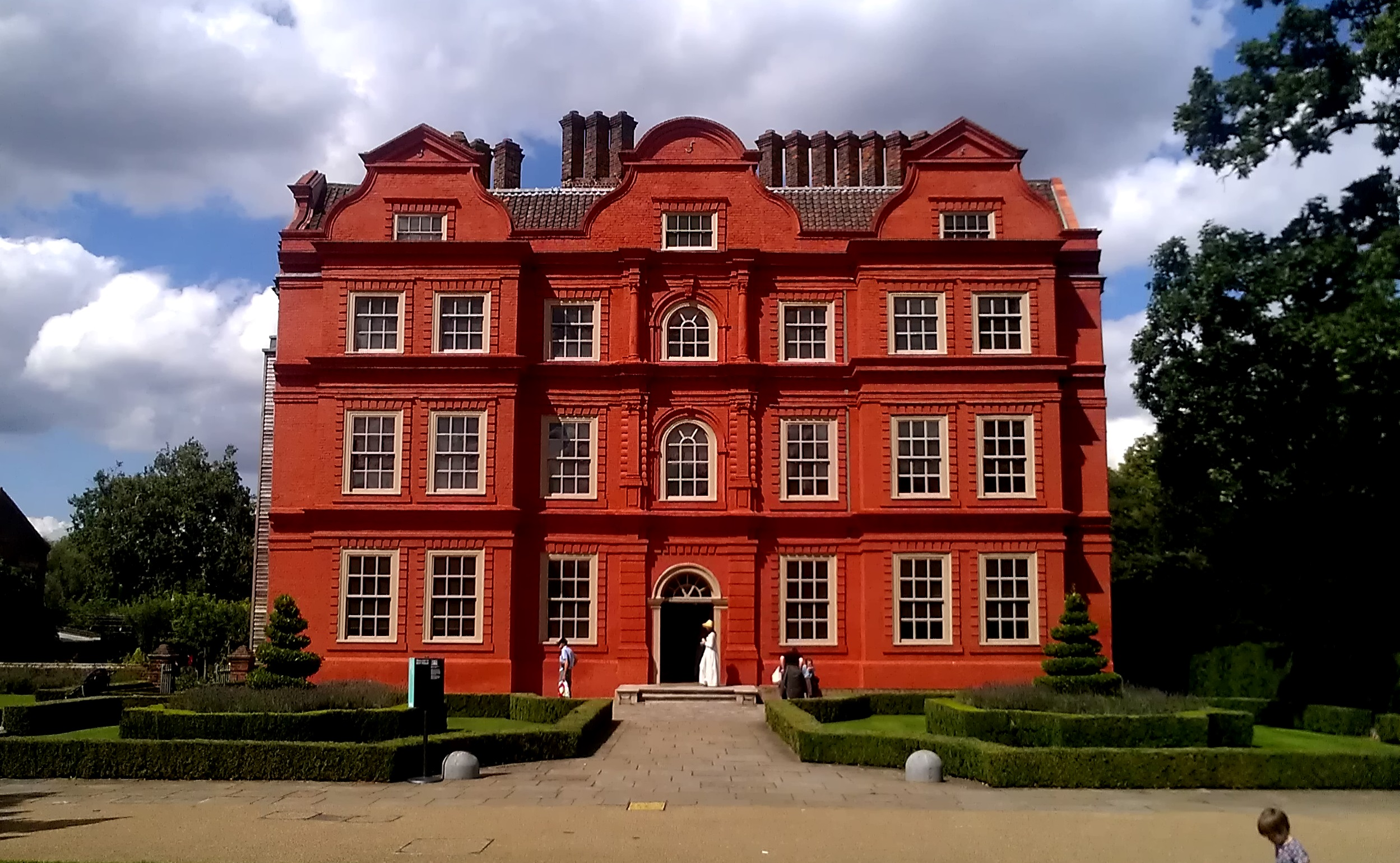
The Dutch House at Kew Palace

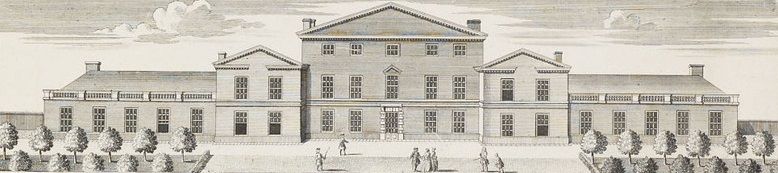
White House, Kew

Kew Palace är ett kungligt brittiskt slott i Kew Gardens vid Themsen i Storbritannien. Det var ursprungligen ett stort komplex, bestående av Dutch House och White House med tillhörande utbyggnader, men endast Dutch House återstår. 

## Historik
År 1558 låg ett tegelhus på platsen, som ägdes av Robert Dudley, earl av Leicester. En ny herrgårdsbyggnad uppfördes på platsen år 1631. Denna byggnad uppfördes i vad som beskrivs som holländsk stil, och blev känd som 'Dutch House'. 
Mellan 1728 och 1818 var Dutch House i Kew en av den brittiska kungafamiljens bostäder, tillsammans med White House som låg mittemot. Det köptes eftersom det låg nära Richmond Lodge, som ofta användes av kungaparet (och som revs 1772). Storbritanniens dåvarande drottning Caroline av Ansbach köpte Dutch House 1728 åt sina döttrar. Från 1731 blev ett hus som låg mittemot Dutch House sommarställe åt Fredrik, prins av Wales; detta hus kallades 'White House'. Efter Fredriks död 1751 bodde hans änka Augusta av Sachsen-Gotha kvar i White House med parets barn, medan Dutch House användes som skolhus åt de kungliga barnen, bland dem den blivande Georg III. 
Georg III lät 1772 det närliggande Richmond Lodge och använde sedan White House som sitt sommarställe medan Dutch House blev skolhus åt hans barn. Han vårdades i White House i Kew under sin psykiska sjukdom 1788-1789, medan hans hustru och döttrar bodde i Dutch House; han vårdades där även 1804 och möjligen 1801. White House revs 1803; det var menat att byggas om i ny stil, men på grund av Georg III:s sjukdom skedde det aldrig. Georgs III:s hustru Charlotta av Mecklenburg-Strelitz använde Dutch House några gånger till sin död 1818. Därefter upphörde kungahuset att använda egendomen. 
Det öppnades för allmänheten 1898.